# Всероссийская олимпиада школьников по праву
Всеросси́йская олимпиа́да шко́льников (ВсОШ) по пра́ву — всероссийская ежегодная предметная олимпиада, предполагающая участие учащихся 7—11 классов (на заключительном этапе — 9—11 классов). Является частью системы всероссийских олимпиад школьников.
Призёрам и победителям олимпиады даётся право быть зачисленными в высшие учебные заведения России на программы, соответствующие профилю олимпиады, без вступительных испытаний (БВИ). 

## Заключительный этап

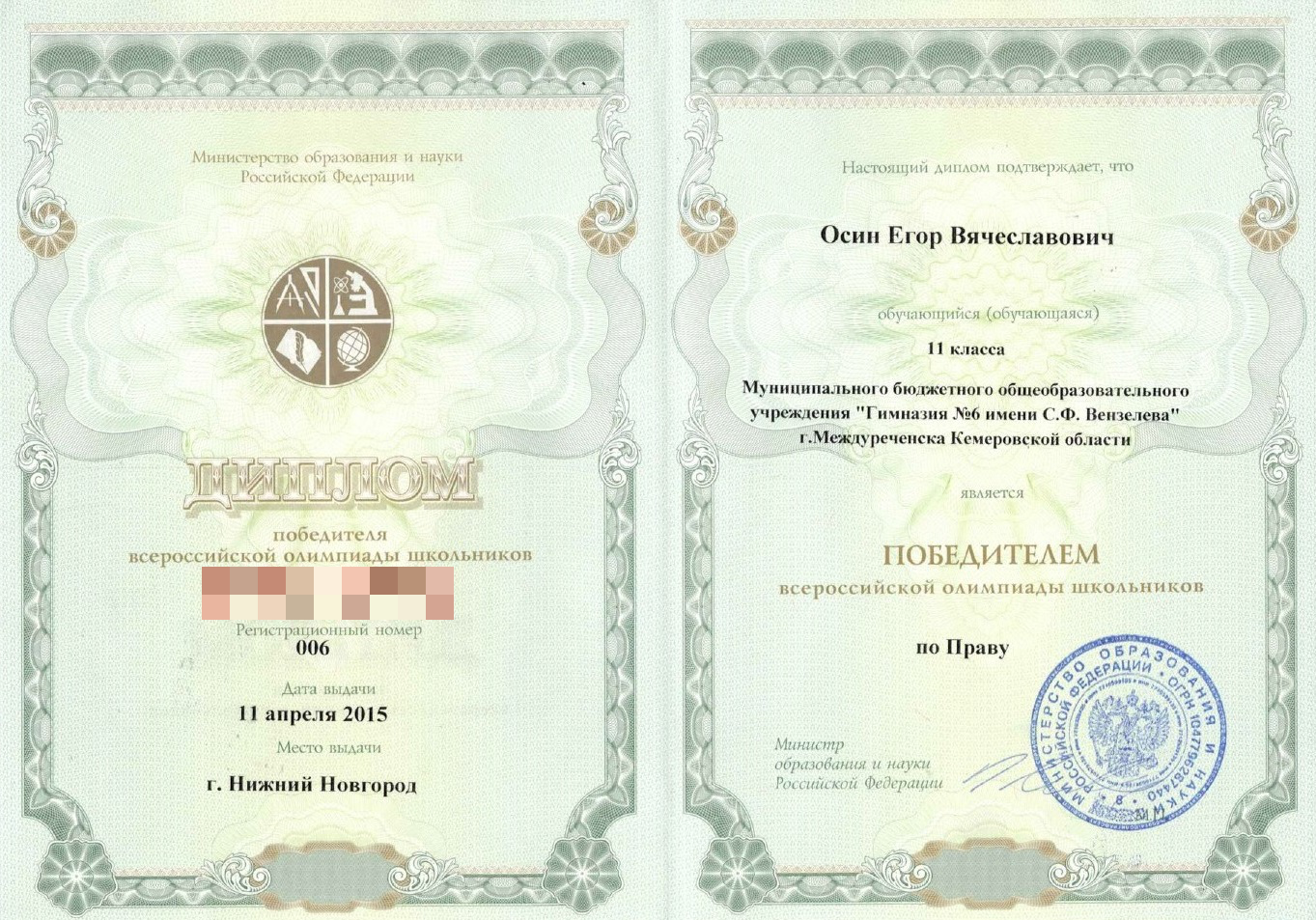
Диплом победителя всероссийской олимпиады по праву 2015 года

| №  | Год                              | Место проведения |
| -- | -------------------------------- | ---------------- |
| 1  | 2002 год                         | Ростов-на-Дону   |
| 2  | 2003 год                         | Рязань           |
| 3  | 2004 год                         | Тамбов           |
| 4  | 18—23 апреля 2005 года           | Пермь            |
| 5  | 2006 год                         | Королёв          |
| 6  | 2007 год                         | Псков            |
| 7  | 2008 год                         | Уфа              |
| 8  | 2009 год                         | Белгород         |
| 9  | 5—10 апреля 2010 года            | Нижний Новгород  |
| 10 | 21—26 марта 2011 года            | Нижний Новгород  |
| 11 | 23—28 апреля 2012 года           | Нижний Новгород  |
| 12 | 22—27 апреля 2013 года           | Великий Новгород |
| 13 | 20—25 апреля 2014 года           | Смоленск         |
| 14 | 5—11 апреля 2015 года            | Нижний Новгород  |
| 15 | 16—22 апреля 2016 года           | Нижний Новгород  |
| 16 | 25—31 марта 2017 года            | Волгоград        |
| 17 | 25—30 марта 2018 года            | Нижний Новгород  |
| 18 | 20—25 апреля 2019 года           | Москва           |
| 19 | 10—16 апреля 2020 года (отменён) | Москва           |
| 20 | 29 марта—2 апреля 2021 года      | Москва           |
| 21 | 10—16 апреля 2022 года           | Нижний Новгород  |
| 22 | 10—15 апреля 2023 года           | Уфа              |
| 23 | 30 марта —4 апреля 2024 года     | Мытищи           |
| 24 | 12 апреля —19 апреля 2025 года   | Москва           |